# Denis King
Denis Andrew King (* 25. Juli 1939 in Hornchurch, England) ist ein britischer Komponist und Schauspieler. Seine in Deutschland bekannteste Produktion ist wohl die Titelmelodie von Black Beauty.
Denis King begann seine musikalische Karriere bereits im Alter von sechs Jahren als Banjolele-Sänger bei Kindermatinees und im Alter von dreizehn Jahren war er mit seinen beiden älteren Brüdern Mike und Tony Mitglied der Gruppe The King Brothers, eine erfolgreiche Pop-Gruppen der 1950er und 1960er Jahre. Die Gruppe wurde teilweise als die erste seine Boygroup Großbritanniens bezeichnet; Denis spielte Klavier, Mike die Gitarre, Tony den Bassgitarre. Zu dieser Zeit tourten die King Brothers in der sogenannten „Twice-Nightly Variety“ (das Äquivalent zu Amerikas Varieté) durch Großbritannien und hatten meist zwei Auftritte in einer Stadt, bevor sie in der nächsten Woche zum nächsten Ort wechselten. Denis besuchte zwei Jahre lang fast jede Woche eine andere Schule in einer anderen Stadt. Neben Konzerten und Tourneen in ganz Europa spielten The King Brothers Sommershows, Fernsehauftritte  und sogar eine Saison im berühmten Windmill Theatre. 1956 war die Gruppe der jüngste Variety Act, der im Londoner Palladium spielte. Innerhalb eines Jahres befanden sie sich ihre Lieder in den Hitlisten. A White Sport Coat und „Standing On The Corner“ waren ihre größten Erfolge. Sie traten mit Peter Sellers, Harry Secombe, Frankie Vaughan, Roy Castle, Shirley Bassey, Alma Cogan, Ronnie Corbett, Bruce Forsyth, Morecambe and Wise, sowie den amerikanischen Stars Bobby Darin, Howard Keel, Sammy Davis Jr., Judy Garland, Lena Horne, Sarah Vaughan, Sophie Tucker und Frank Sinatra auf.
Mit der Auflösung der Gruppe im Jahr 1970 studierte Denis Musik und Komposition an der Guildhall School of Music in London und erhielt seinen ersten Fernsehauftrag für die Komposition der Filmmusik für Black Beauty, für die er den Ivor Novello Award gewann. Bis heute hat er Themen und Bühnenmusik für über zweihundert Fernsehserien geschaffen, darunter Within These Walls, If It Moves File It, Dick Turpin, Two's Company, Lovejoy, We'll Meet Again und Hannay sowie über hundert Jingles für Radio- und Fernsehwerbung. King hat auch an Filmen mitgearbeitet und die Musik für Simon (1970), Not Tonight, Darling (1971), Holiday in the Buses (1973), Ghost in the Noonday Sun (1973), Sweeney! (1977), If You Go Down in the Woods Today (1981) und Privates on Parade (1982)  geschrieben.
Als Musiker trat er mit Edna Everage, Albert Finney, Benny Green, Maureen Lipman (in ihrer erfolgreichen Bühnenshow Re: Joyce) und mit Dick Vosburgh in Theicomic Revues auf.
2012 inszenierte er eine Amateurversion seines eigenen Musicals Wind in the Willows.

## Filmografie (Auswahl)
- 1972–1974: Black Beauty (Fernsehserie, 36 Folgen)
- 1973: Ein irrer Trip im Wahnsinnsbus (Holiday on the Buses)
- 1977: Deckname Sweeny (Sweeney!)
- 1978: Son of Hitler
- 1979–1982: Dick Turpin (Fernsehserie, 31 Folgen)
- 1980: Together (Fernsehserie, 26 Folgen)
- 1981: Schmuggler (Miniserie, 13 Folgen)
- 1983: Hey, Soldat – dein Täschchen brennt (Privates on Parade)
- 1986–1994: Lovejoy (Fernsehserie, 73 Folgen)
- 1987–1989: Ffizz (Fernsehserie, 12 Folgen)
- 1988–1989: Hannay (Fernsehserie,8 Folgen)
- 1990–1993: The New Adventures of Black Beauty (Fernsehserie, 30 Folgen)
- 1993: Der letzte Tanz (Sista dansen)